# Zamfirovo
Zamfirovo (bulgariska: Замфирово) är ett distrikt i Bulgarien.   Det ligger i kommunen Obsjtina Berkovitsa och regionen Montana, i den västra delen av landet, 70 km norr om huvudstaden Sofia.
Omgivningarna runt Zamfirovo är en mosaik av jordbruksmark och naturlig växtlighet. Runt Zamfirovo är det ganska glesbefolkat, med 36 invånare per kvadratkilometer.